# 200 Czechosłowacki Lekki Pułk Przeciwlotniczy – Wschód
200 Czechosłowacki Lekki Pułk Przeciwlotniczy – Wschód (cz. 200. československý lehký protiletadlový pluk - Východní, ang. 200th Czechoslovak Light Anti-Aircraft Regiment – East) – czechosłowacka jednostka wojskowa u boku wojsk brytyjskich podczas II wojny światowej.
Pułk powstał 21 kwietnia 1942 r. na bazie 11 Czechosłowackiego Batalionu Piechoty – Wschód, który od marca podlegał brytyjskiej 4 Brygadzie Przeciwlotniczej w Hajfie. Na czele Pułku stanął płk Karel Klapálek, b. dowódca 11 Batalionu Piechoty. Składał się on z dowództwa, trzech batalionów (każda po cztery kompanie), plutonu łączności i sekcji remontowej. W wyniku proklamacji czechosłowackiego rządu emigracyjnego z siedzibą w Londynie z 29 stycznia 1942 r. o zgłaszaniu się Czechów i Słowaków z zagranicy do oddziałów czechosłowackich, liczebność Pułku osiągnęła ponad 1,5 tys. ludzi. Szkolenie jednostki i jej wyposażanie w działa przeciwlotnicze przebiegało wolno.
Dopiero 21 lipca osiągnęła ona gotowość bojową, przejmując obronę przeciwlotniczą portu w Hajfie i rafinerii ropy naftowej oraz portu w Bejrucie. W grudniu podporządkowano ją brytyjskiej 17 Brygadzie Piechoty i przeniesiono do Tobruku, gdzie służyła do 23 lipca 1943 r. Następnie drogą morską Pułk został przetransportowany do Wielkiej Brytanii, przybywając do Liverpoolu 11 sierpnia. Żołnierze czechosłowaccy trafili do obozu w Colchesterze, gdzie utworzono z nich 1 Czechosłowacką Brygadę Piechoty (1 września 1943 r. przeorganizowaną w 1 Czechosłowacką Brygadę Pancerną).